# Соборна площа (Дніпро)
У Вікіпедії є статті про інші площі з назвою Соборна площа
Собо́рна пло́ща — одна з площ міста Дніпра, елемент історико-архітектурного та паркового комплексу центральної частини міста. Розташована між проспектом Дмитра Яворницького, провулком Євгена Коновальця, вулицями Яворницького та Дмитра Донцова.

## Історія
Проект Соборної площі розробив автор першого плану Катеринослава Клод Геруа. Протягом понад 200 років існування площа зазнавала суттєвих зміни в зовнішньому вигляді та архітектурно-ландшафтному оформленні.

### Назва
- На перших генеральних планах Клода Геруа (1786), Івана Старова (1792) та Вільяма Гесте (1817) площа називалася Соборною.
- На плані 1834 року площа називається Преображенською або Соборною[2], через Спасо-Преображенський собор, що було завершено 1835 року;
- У XIX сторіччі, після переносу сюди ярмарку зі старої ярмаркової площі на розі проспекту й сучасної вулиці Вернадського[3] за площею закріпилася назва Ярмаркової[4]. Також зустрічається (1846 рік) на плані міста назву Катерининська площа.
- На зламі сторіч за площею закріплюється назва «Соборна»[5].

- Під час більшовицької окупації міста, 1 січня 1919 року площу перейменовано на Жовтневу.
- 26 листопада 2015 року розпорядженням міського голови площі повернуто історичну назву Соборна.

### Російська імперія
Спершу на території площі не було навіть дерев — вона всуціль була заросла високою степовою травою. Перші спроби благоустрою належать до 1846 року. Великий внесок у цю справу вніс Катеринославський губернатор Андрій Фабр (1847–1857 рр). Він прославився посадкою на алеї, що пролягала від Спасо-Преображенського собору до тодішнього Катерининського проспекту.
У 1905 році було зведено будівлю сучасного історичного музею імені Яворницького.

### Українська революція та російсько-українська війна
Позаяк в добу Української революції Січеслав постійно захоплювали то одні військові формування, то інші, площею марширували не тільки війська Української Народної Республіки, але й махновці, білі та червоні окупанти. В цей час населенню міста часто бракувало палива, тому Соборна площа, а також Потьомкінський сад та Архієрейський сквер, розташовані поруч, стали місцями заготівлі дров. Дерева вирубувалися та спилювалися, пеньки викорчовувалися. Територія, очищена від дерев, була перетворена на городи.
Також, у січні та грудні 1919 року тут знаходилися артилерійські позиції білих та червоних військ, тоді ж тут з'явилися перші індивідуальні та братські могили.

### Друга світова
Побутує легенда, що директор історичного музею Дмитро Яворницький в роки революції виміняв бронзову статую Катерини ІІ, що стояла на площі до революції, на пляшку самогону в махновців, котрі хотіли втопити її в Дніпрі. Вона стояла посеред половецьких баб, але під час німецької окупації німці вивезли статую на історичну батьківщину, оскільки цариця була етнічною німкенею.
На колишньому постаменті Катерини в 1971 році радянська влада встановила пам'ятник Михайлу Ломоносову.
Другу світову вдалося пережити основним архітектурним пам'ятникам площі — корпусу Гірничого інституту, будівля чоловічої гімназії та головний корпус церковних споруд з бічними корпусами.

### Після Другої світової війни
Після війни площу заново розпланували й Жовтнева площа стала більше схожою на парк. Водночас, її стали перетворювати на більшовицький історико-меморіальний комплекс. Окрім могил більшовиків, що брали участь в захопленні міста під час українсько-більшовицької війни, тут з'явилися могили учасників відвоювання Дніпропетровська в ході Другої світової війни. Згодом тут стали ховати почесних мешканців, зокрема старих більшовиків та військових.

### Незалежна Україна
Нині Соборна площа — це одне з найгарніших місць міста Дніпра. Щодня її відвідують сотні містян та гостей міста.
На площі планується збудувати вихід зі станції метро «Музейна».

## Будівлі Соборної площі
- № 1 — Спасо-Преображенський кафедральний собор — площа завдячує назву саме цьому соборові; зведений 1835 року, за першим проектом мав бути найвищим собором світу,
- № 2 — корпус № 3а Дніпровської медичної академії (прізвисько «старий сангіг»),
- № 4 — корпус № 3 Дніпровської медичної академії,
- № 10 — садиба Олександра Поля у 1871-1890 роках,
- № 11 — Військовий комісаріат Соборного району,
- (вулиця Івана Акінфієва, 18) — взуттєва фабрика АТ «Оріль»,
- № 12 — оздоровчий центр «Цунамі»,
- (вулиця Дмитра Донцова, 2а) - торговельний центр «Нагірний Ринок»,
- № 14 — Обласна клінічна лікарня ім. Мечникова (Дніпро),
- № 16 — колишній Музей історії комсомолу Дніпропетровщини імені О. Матросова.

На південно-східній стороні Соборної площі також розташовані:
- (проспект Гагаріна, 2) — Дніпровська обласна організація спілки художників України
- (проспект Яворницького, 14) — середня школа № 23,
- (проспект Яворницького, 16) — Дніпровський історичний музей ім. Д. І. Яворницького, колишня Катеринославська міська управа, зведена 1905 року,
- (проспект Яворницького, 18) — Дніпровська обласна універсальна наукова бібліотека (науково-технічний відділ) та Дніпровський обласний центр охорони історико-культурних цінностей,
- (проспект Яворницького, 19) — корпус №№ 1, 4 Національного гірничого університету,
- (проспект Яворницького, 20) — готель «Академія») — колишній кінотеатр «Жовтень» (народна назва «Сачок»).

## Світлини

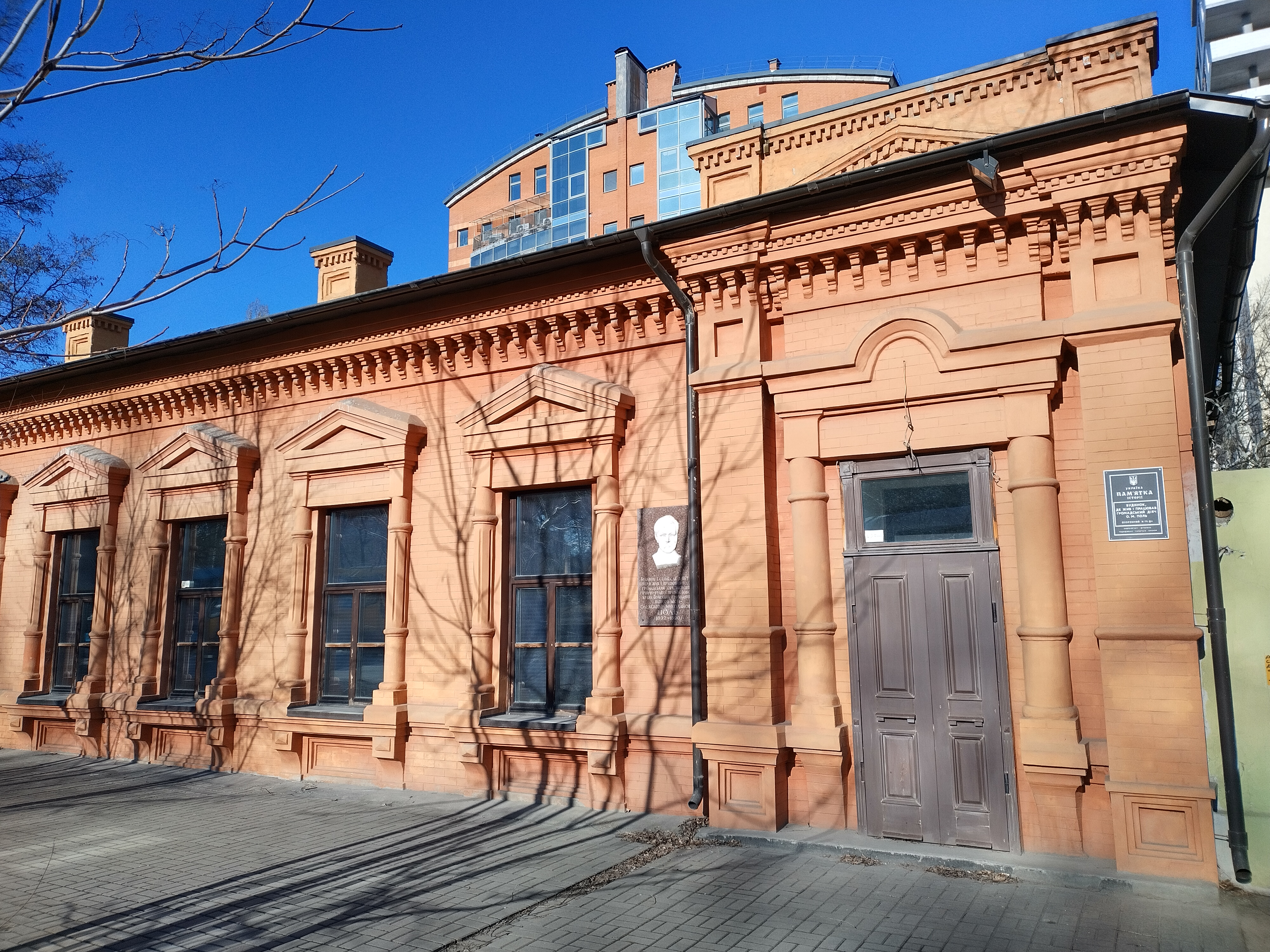
Будинок, де жив і працював громадський діяч О.М. Поль
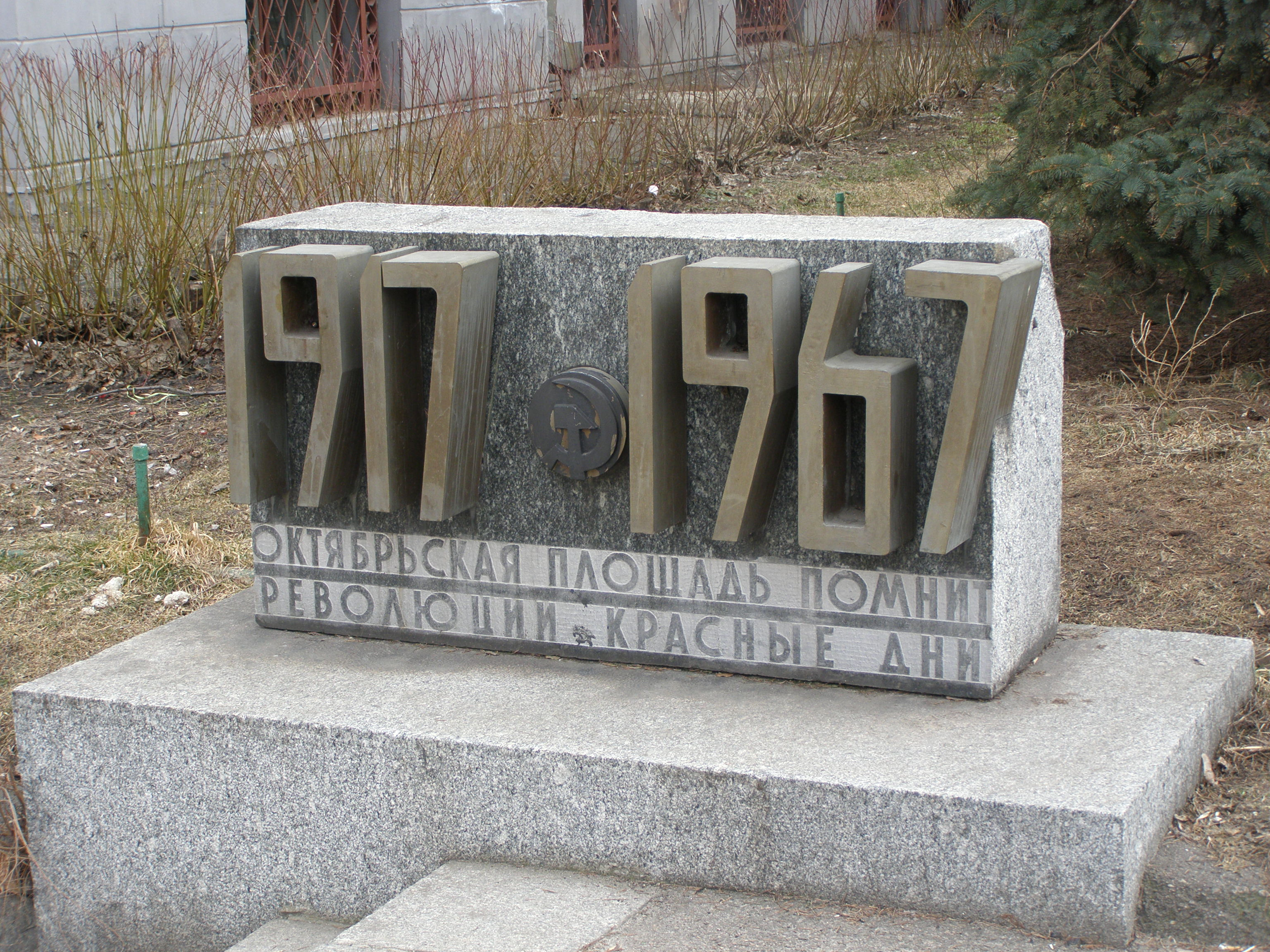
Камінь, встановлений більшовиками при вході на територію скверу
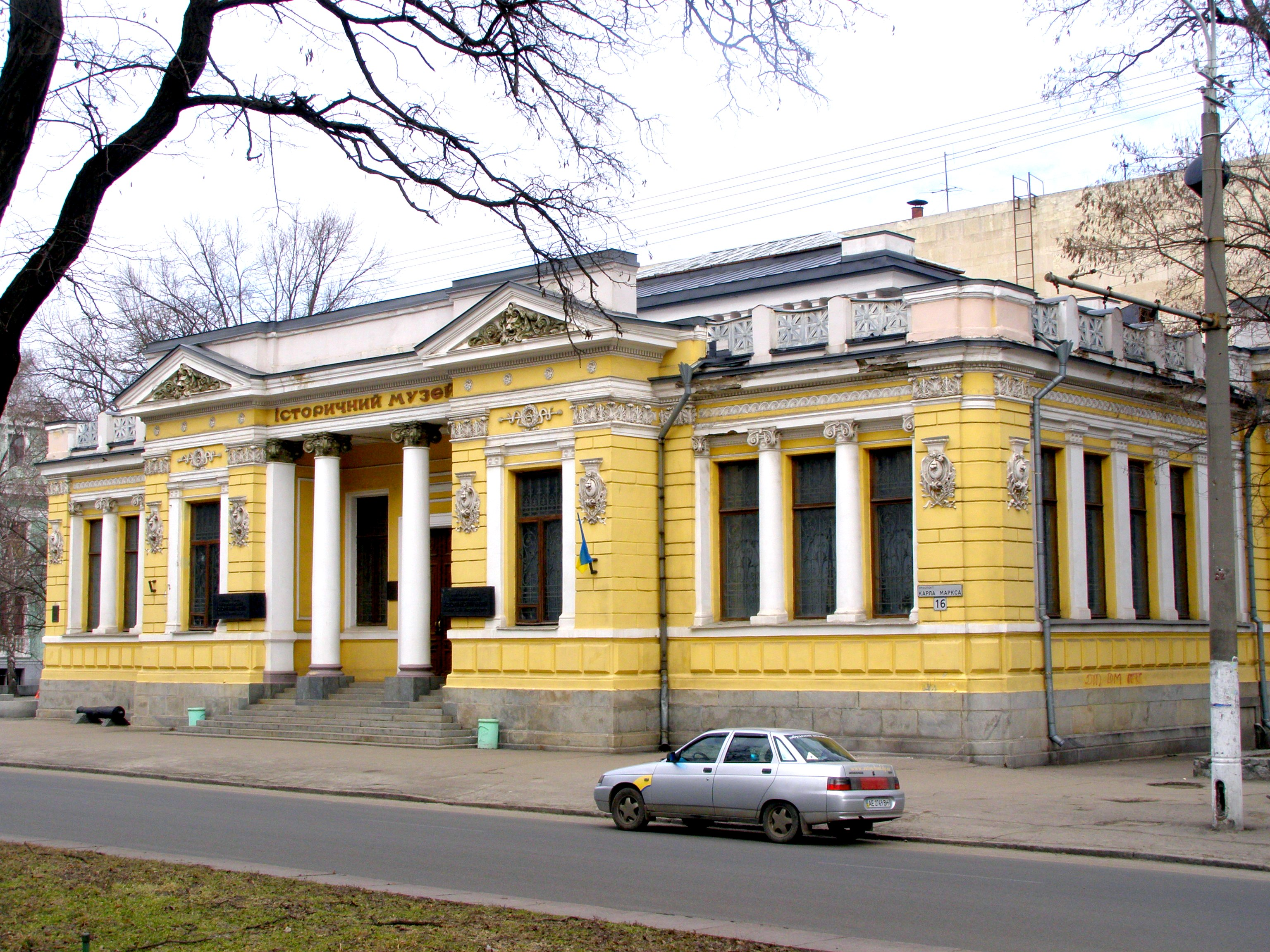
Дніпровський національний історичний музей
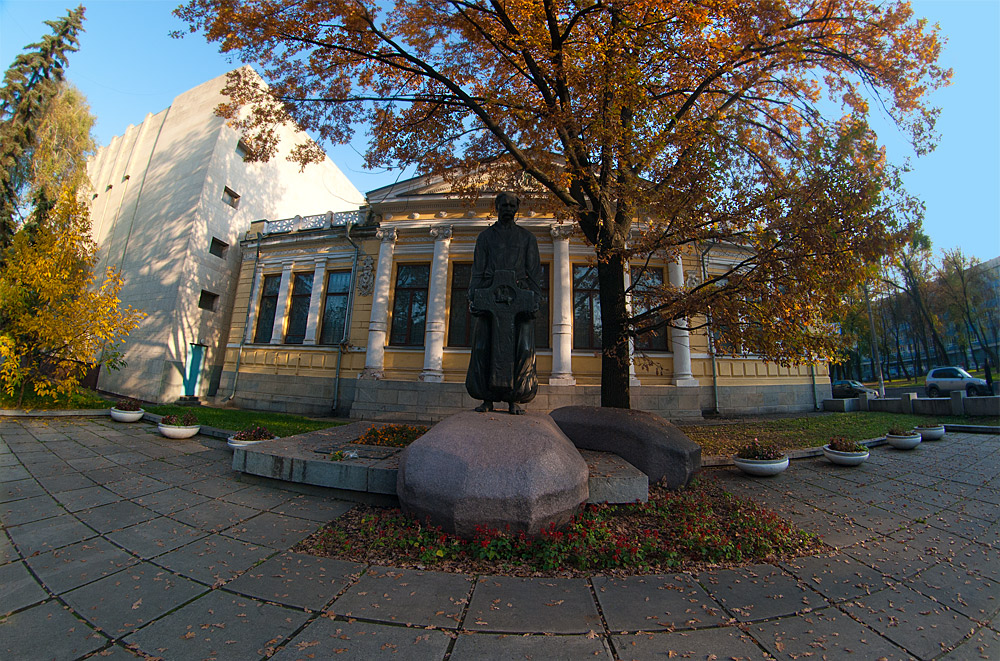
Пам'ятник на могилі Дмитра Яворницького
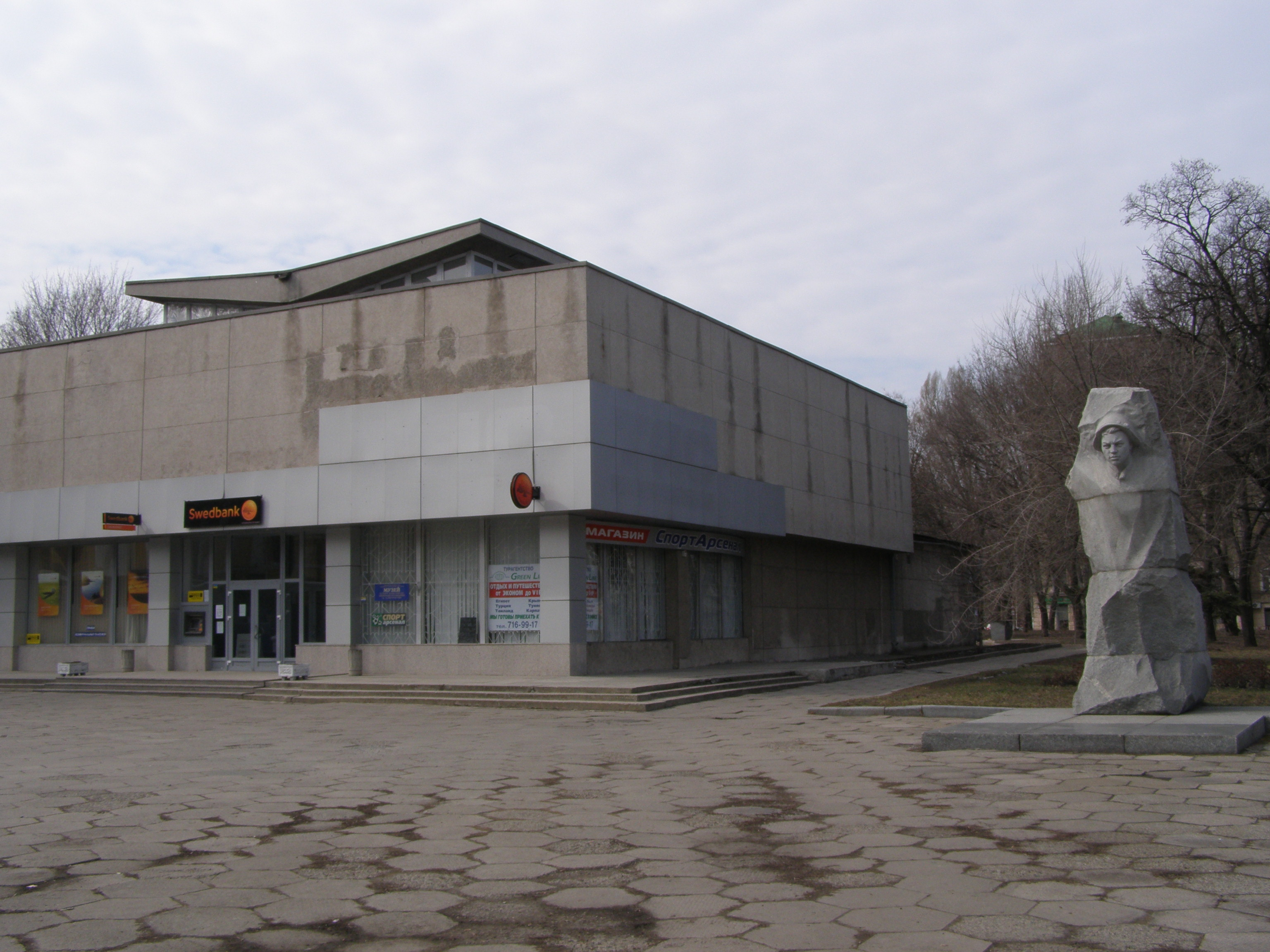
Музей історії комсомолу та пам'ятник Олександру Матросову
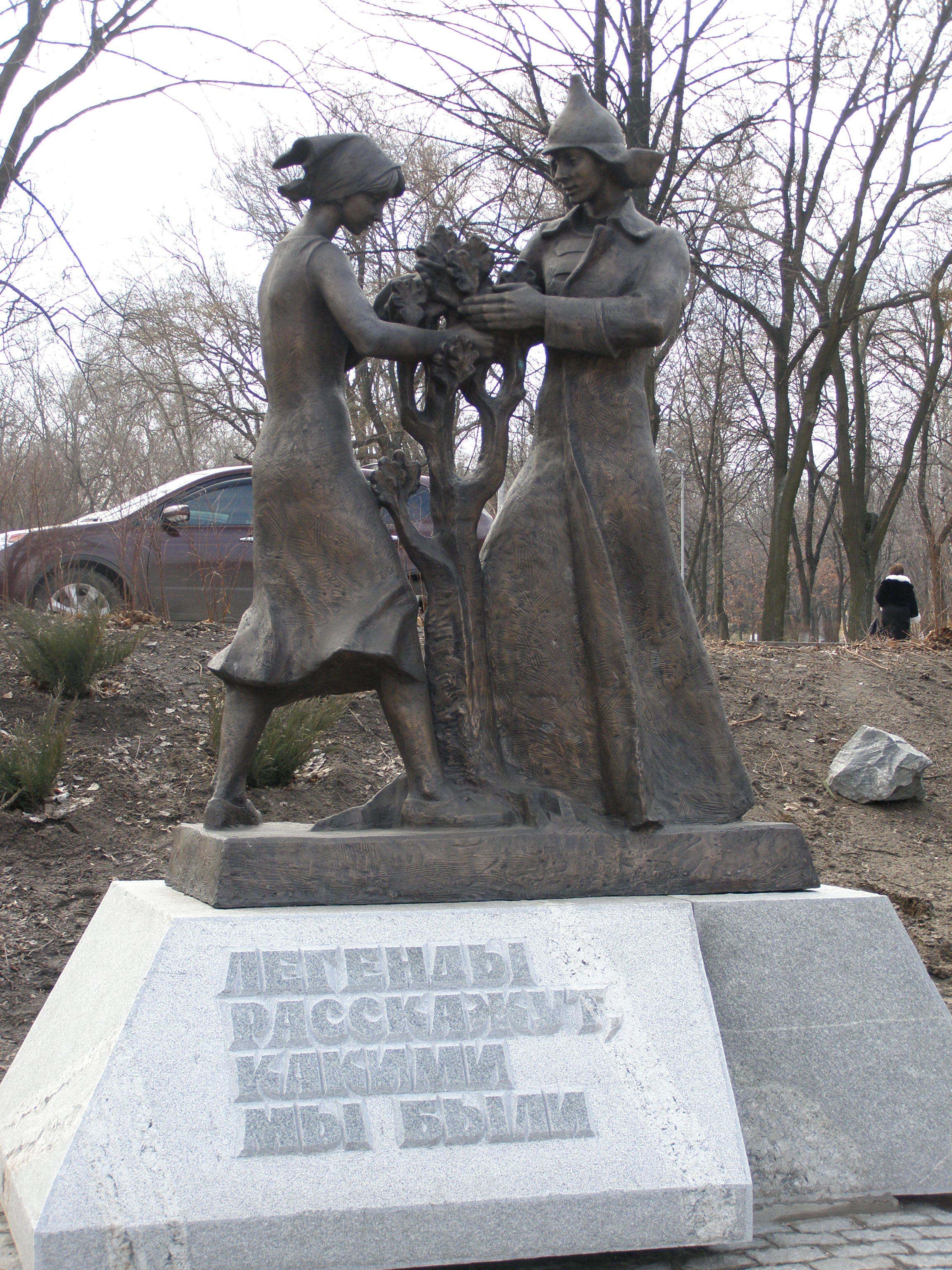
Пам'ятник комсомольцям Дніпропетровська
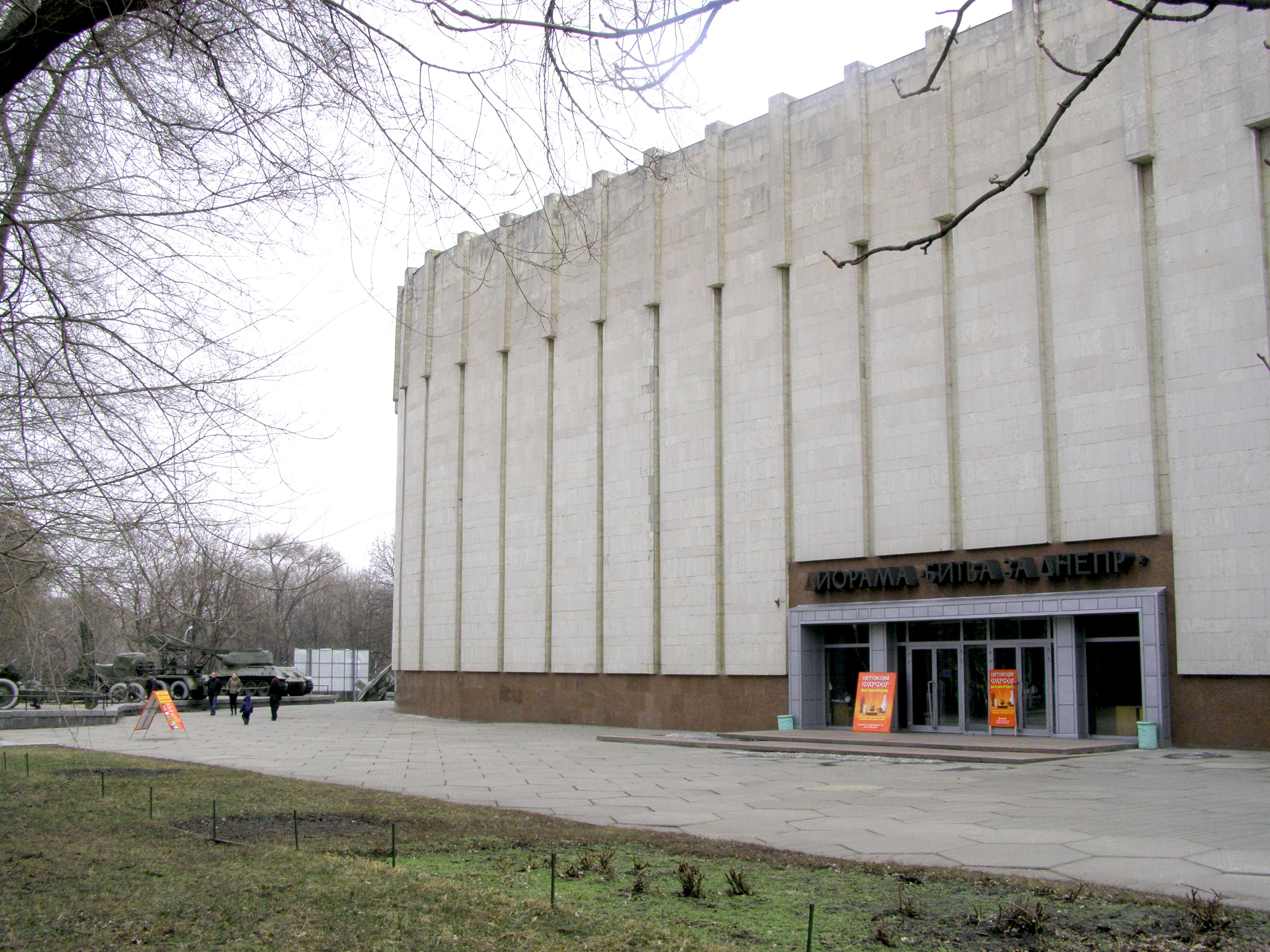
Діорама «Битва за Дніпро»
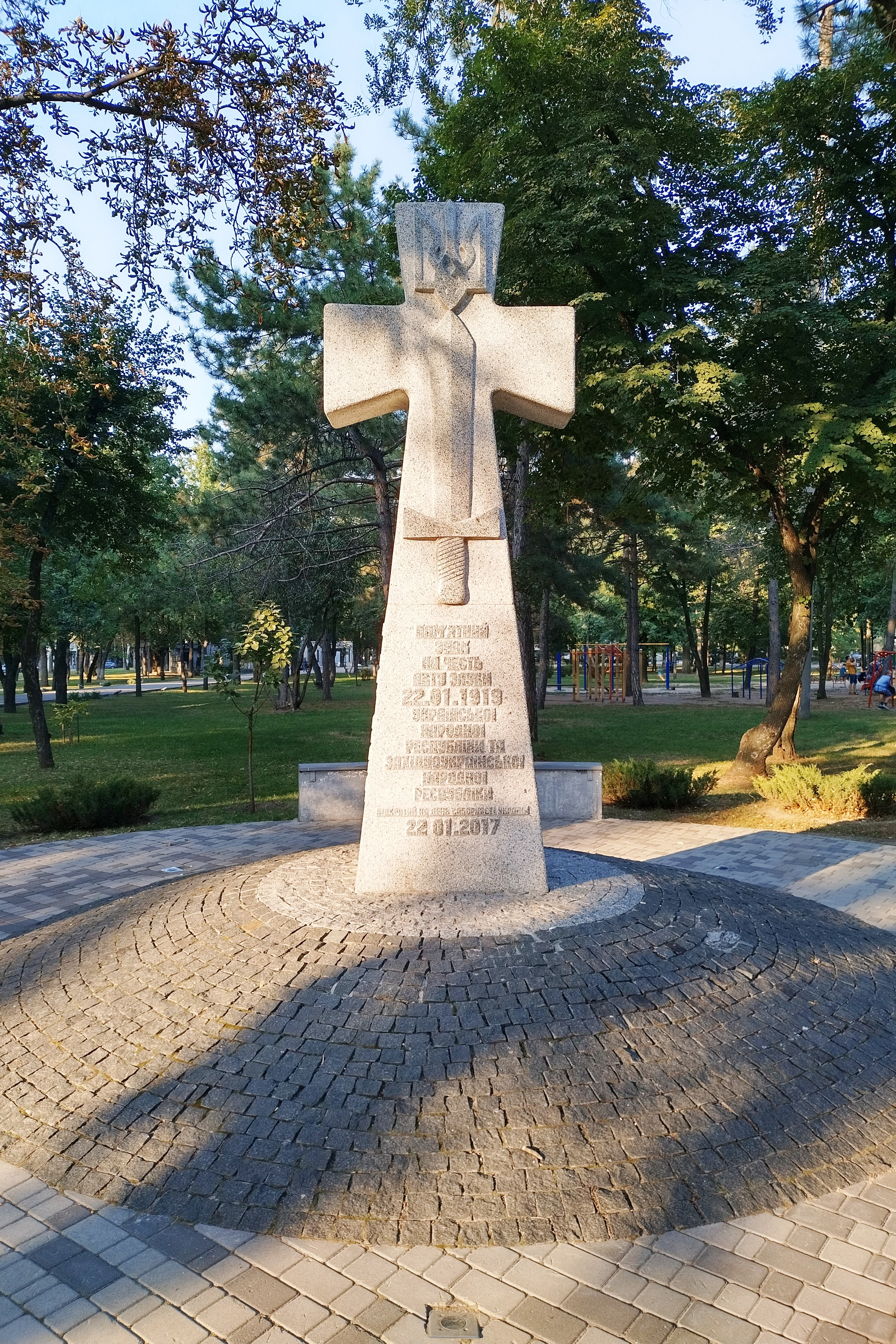
Пам'ятний знак на честь Акту Злуки

## Перехресні вулиці
- південний західний край площі обмежений проспектом Дмитра Яворницького,
- вулиця Євгена Коновальця - північний кут площі,

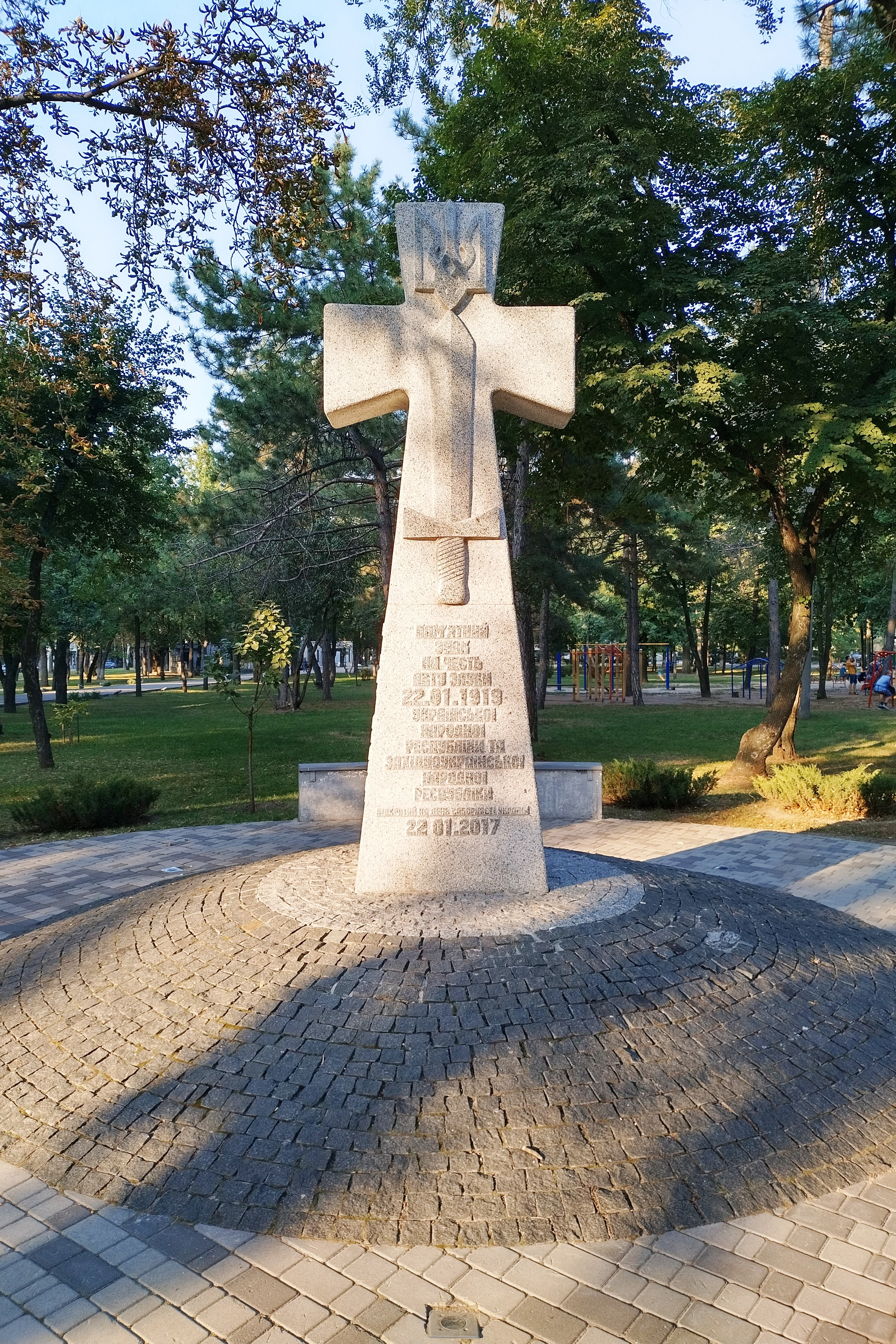
Пам'ятний знак на честь Акту Злуки

- вулиця Яворницького,
- вулиця Дмитра Донцова — східний кут.

## Парковий комплекс
Сьогодні на території паркового комплексу Соборної площі розташовані:
- Дніпропетровський історичний музей імені Дмитра Яворницького
- Могила Дмитра Яворницького
- Колекція половецьких баб історичного музею імені Дмитра Яворницького
- Діорама «Битва за Дніпро»
- Спасо-Преображенський собор
- Меморіал пам'яті загиблим захисникам правопорядку
- Музей історії комсомолу
- Музей «Громадянський подвиг Дніпопетровщини в подіях АТО»